# 豊橋市立家政高等専修学校
豊橋市立家政高等専修学校（とよはししりつ かせいこうとうせんしゅうがっこう）は、愛知県豊橋市老津町に所在する市立女子高等専修学校。

## 沿革
- 1948年（昭和23年） - 当時の渥美郡老津村の村議会議事堂を仮校舎として老津村立高等家政学院として発足。
- 1949年（昭和24年）
  - 4月 - 老津村立高等家政学校（各種学校）設立認可。
  - 9月 - 旧青年学校の校舎へ移転。
- 1950年（昭和25年）1月 - 本科・研究科の2科に。
- 1954年（昭和29年）12月 - 校舎を老津村宮脇へ新築し移転。
- 1955年（昭和30年）3月 - 渥美郡老津村が豊橋市に合併されたため、4月から豊橋市立高等家政学校に。
- 1976年（昭和51年） - 専修学校認可を受け、各種学校から転換。豊橋市立家政高等専修学校へ改称。
- 1980年（昭和55年） - 厚生省より、調理師養成施設の指定。労働省より、職業訓練指導員試験及び技能検定の受験資格の指定。また、戸田全久入道の居城大津城の跡地（市老津町西高縄）の現在地へ新築し移転。
- 1988年（昭和63年） - 文部省より大学入学資格付与の指定。
- 1990年（平成2年） - 調理師養成科目の単位制。

## 特徴
同校では、服飾・調理に関する専門教育を中心にその知識・技能の習得を図る。21世紀を担う女性として必要な教育を身につけさせる、就業年限が3年の高等専修学校である。近代的に完備された教育施設を有し、公立の高等専修学校として全国唯一の厚生労働省の調理師養成施設の指定校であり、また文部科学省の大学入学資格付与の指定も有る。

## 取得資格
| - 大学入学資格 - 茶道（裏千家）小門小習、茶通箱 - 華道（池坊）中伝、皆伝 - 調理師免許 | - 和裁技能士検定受験資格 - 硬筆書写技能検定 - 洋裁技能士検定 - 全商コンピュータ利用技術検定 |

## 交通アクセス
- 豊橋鉄道渥美線老津駅から徒歩約5分。